# Sportbestuur van het jaar
Het Sportbestuur van het jaar is een jaarlijkse verkiezing georganiseerd door het magazine SPORT Bestuur & Management. De winnaar wordt elk jaar bekendgemaakt tijdens het Nederlands Congres voor Sportbestuurders en krijgt onder meer een geldbedrag ter ondersteuning van de vereniging.
De prijs wordt toegekend aan het beste verenigingsbestuur van Nederland om zodoende goed sportbestuur te belonen. Dankzij het werk van verenigingsbesturen brengen de sportclubs jaarlijks 4,7 miljoen Nederlanders in beweging. 

## Voorgaande winnaars
| Jaar      | Vereniging                          | Plaats     |
| --------- | ----------------------------------- | ---------- |
| 2009/2010 | Korfbalvereniging Devinco           | Deventer   |
| 2008      | Schaatsvereniging ASV Almere        | Almere     |
| 2007      | AUSR Orca                           | Utrecht    |
| 2006      | Stichting De Noordpunt              | Utrecht    |
| 2005      | Turnstichting Flik-Flak             | Den Bosch  |
| 2004      | Voetbalvereniging GVAV-Rapiditas    | Groningen  |
| 2003      | Gymnastiekvereniging GymXL          | Amersfoort |
| 2002      | Omnivereniging SV Kampong           | Utrecht    |
| 2001      | Korfbalvereniging HKV/Ons Eibernest | Den Haag   |
| 2000      | Voetbalvereniging RKVVL/Polaris     | Maastricht |
| 1999      | Hockeyvereniging TMHC Forward       | Tilburg    |